# Blanzy-la-Salonnaise
 Blanzy-la-Salonnaise  là một xã ở tỉnh Ardennes, thuộc vùng Grand Est ở phía bắc nước Pháp.